# Villa Saint-Laurent

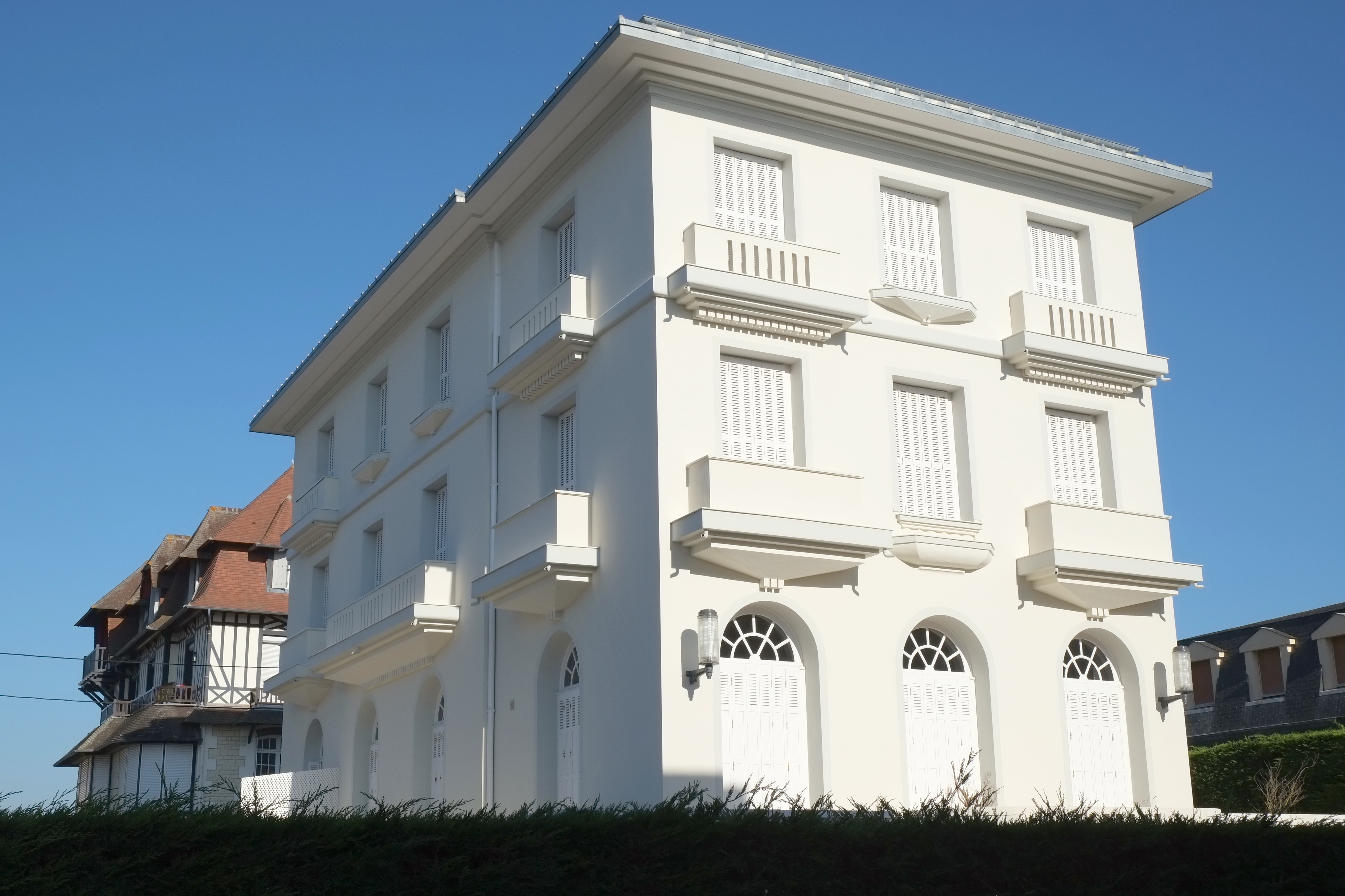
Ansicht der Villa von der Straßenseite

Die Villa Saint-Laurent befindet sich in Cabourg, einem Seebad in der Normandie, das ab Mitte des 19. Jahrhunderts entstand. Die Villa mit der Adresse Avenue du Maréchal-Foch Nr. 21 wurde Anfang des 20. Jahrhunderts errichtet. Sie liegt in der Nähe der Promenade Marcel Proust.
Die Villa Saint-Laurent ist die einzige Villa im Stil des Art déco in Cabourg. Sie besticht durch die Eleganz ihrer klaren geometrischen Linien. An der rückwärtigen Fassade befindet sich ein Mittelrisalit mit kannelierten Halbsäulen, der das Treppenhaus bildet.
Die Villa, die in Eigentumswohnungen aufgeteilt wurde, erfuhr im Jahr 2013 eine umfassende Renovierung.